# 聖路易德拉雷納
聖路易德拉雷納（西班牙語：San Luis de la Reina），是薩爾瓦多的城鎮，位於該國東部，由聖米格爾省負責管轄，面積168.18平方公里，海拔高度527米，2007年人口5,637，人口密度每平方公里33.52人。
13°49′N 88°21′W / 13.817°N 88.350°W